# Alexandre Ier Jagellon
Pour les articles homonymes, voir Alexandre Ier.
 (février 2020).
Si vous disposez d'ouvrages ou d'articles de référence ou si vous connaissez des sites web de qualité traitant du thème abordé ici, merci de compléter l'article en donnant les références utiles à sa vérifiabilité et en les liant à la section « Notes et références ».
Alexandre Ier Jagellon (en polonais Aleksander Jagiellończyk  et lituanien Aleksandras Jogailaitis) (né le 5 août 1461 à Cracovie – mort le 19 août 1506 ) est grand-duc de Lituanie de 1492 à 1506 et roi de Pologne de 1501 à 1506.

## Biographie

### Origine
Quatrième fils de Casimir IV de Pologne et d'Élisabeth de Habsbourg, Alexandre devient grand-duc de Lituanie à la mort de son père en 1492 et, le 17 juin 1501, après la mort de son frère Jean Ier Albert Jagellon, il est élu roi de Pologne sous le nom d'Alexandre Ier.

### Relations extérieures
Du fait de sa situation financière difficile, Alexandre ne peut pas résister aux exigences du grand maître de l'ordre Teutonique ni empêcher le grand-duc de Moscovie Ivan III de Russie allié avec les Tatars de ravager le grand duché de Lituanie. Le grand-duc de Lituanie qui tenait garnison à Smolensk et en d'autres places utilise son épouse Hélène, la fille du tsar, afin de tenter de négocier une trêve avec son beau-père. après la désastreuse bataille de Vedrosha en 1500. L'accord prévoit que la Lituanie doit finalement céder à l'Etat russe expansionniste lors de la paix de 1503 une partie importante de son territoire soit les domaines des princes ralliés à Moscou qui représentaient les principautés de Tchernigov et de Briansk ainsi qu'une partie de celle de Smolensk et de Vitebsk.

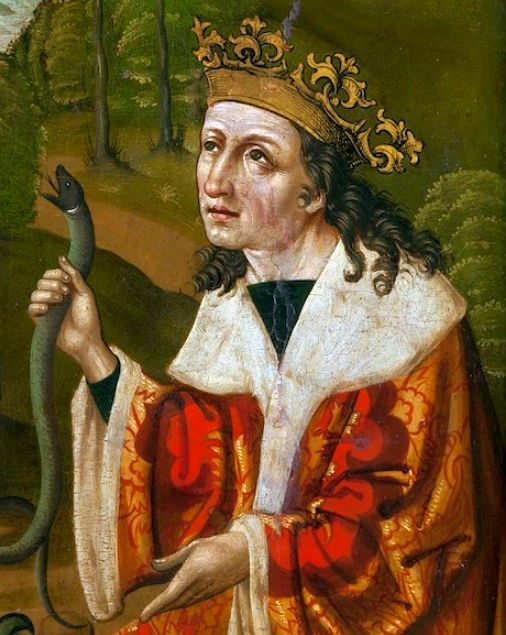
En tant que roi des Sarrasins, probablement le portrait le plus précis du roi par Jan Goraj, vers 1504

Après la mort d'Étienne III de Moldavie, son fils et successeur Bogdan III le Borgne, qui avait dû envoyer un tribut à la Sublime Porte, cherche à consolider sa situation vis-à-vis de la Pologne. Il offre la restitution des places fortes de Pocoutie occupées par son père contre une union avec la princesse Élisabeth Jagellon, sœur du roi. La reine Élisabeth de Habsbourg étant opposée à ce mariage, le roi Alexandre Ier élude sa réponse et Bogdan, dépité, pille la Pocoutie et repousse l'expédition de représailles polonaises.
Après la mort de la reine mère, un accord est conclu avec le prince moldave et un contrat de mariage est signé à Lublin le 16 février 1506 par lequel Bogdan III accepte de fonder une église catholique dans son royaume, d'entretenir un évêque de rite latin et d'échanger des ambassadeurs avec le pape. La mort du roi, qui intervient peu après, met fin à ce projet.

### Politique intérieure

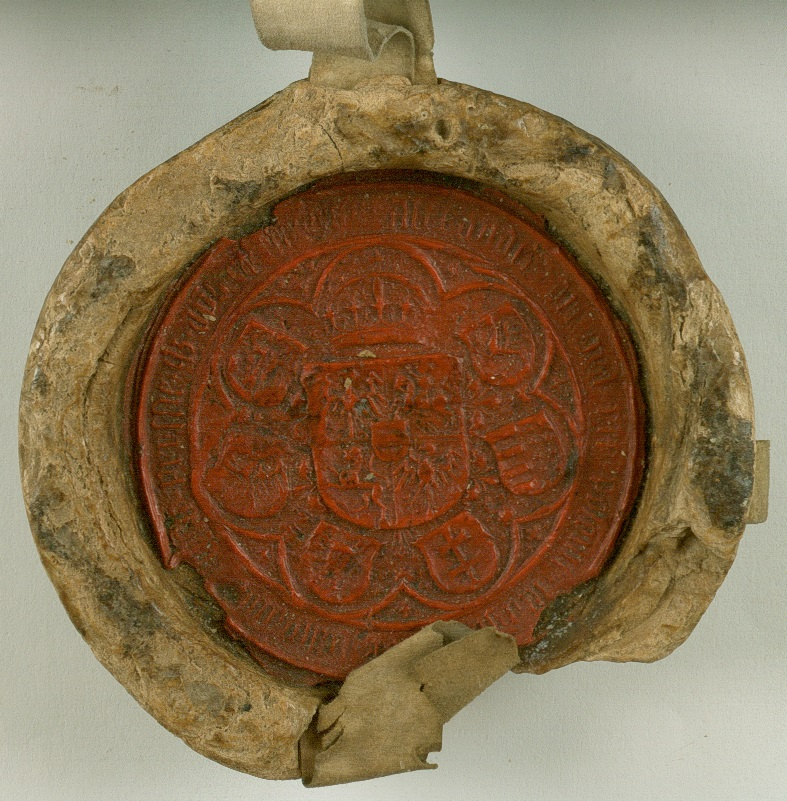
Sceau d'Alexandre Jagellon, 1504

En 1505, le roi avait dû concéder la Constitution dite Nihil novi nisi commune consensu réclamé par la noblesse qui était une loi interdisant au roi de légiférer sans le consentement de la Szlachta qui fixait les bases du parlementarisme polonais et qui fut le germe de la puissance future de la Diète.
Après la mort d'Alexandre Ier Jagellon le 20 août 1506, son frère Sigismond Ier est élu roi de Pologne et grand-duc de Lituanie.

## Union
Alexandre Ier Jagellon épouse le 15 juillet 1495 Hélène de Moscou (1476-1513), une fille du grand-prince de Moscou Ivan III de Russie. Il ne laisse pas de descendance.